# Ischyropalpus placidus
Ischyropalpus placidus là một loài bọ cánh cứng trong họ Anthicidae. Loài này được Werner miêu tả khoa học năm 1973.